# 모경주
모경주(한국 한자: 牟京柱, 1991년 8월 14일 ~ )는 대한민국의 전 축구 선수이며, 포지션은 수비수였다.